# دجاج سبرايت

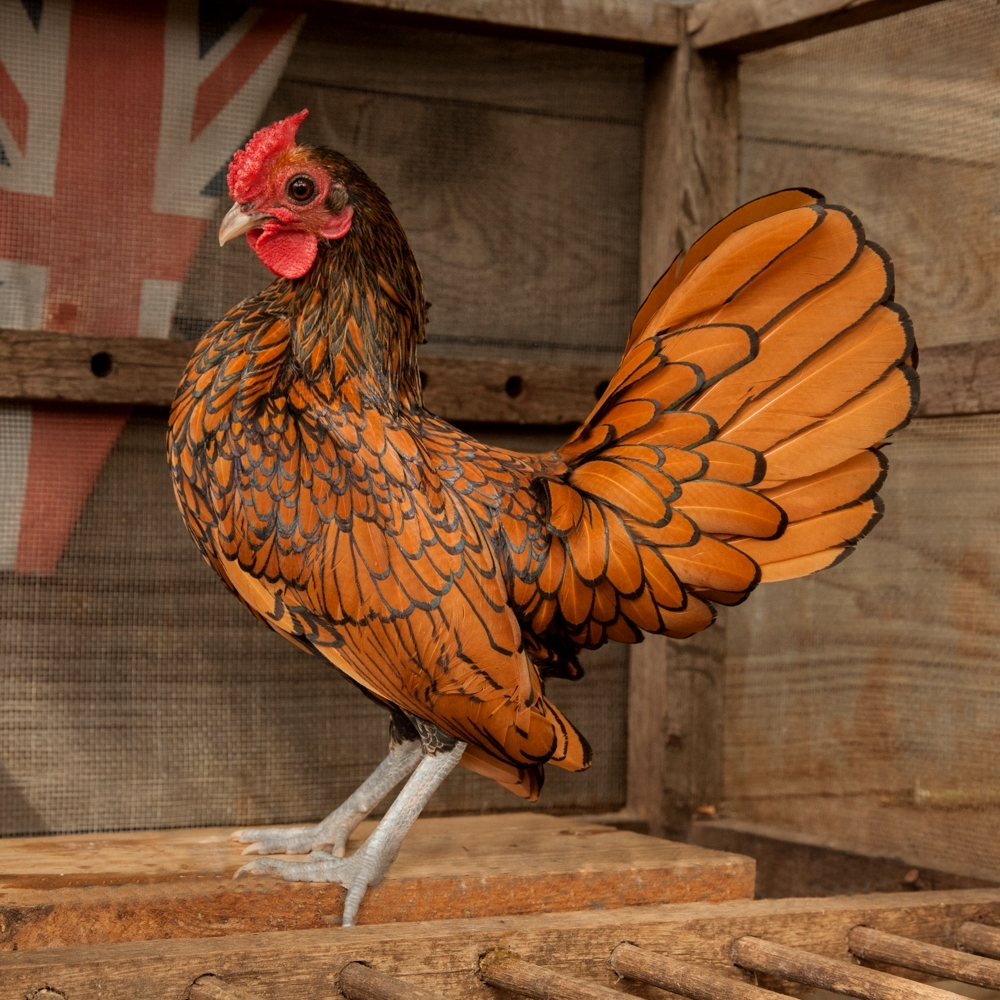
ديك ذهبي سبرايت.

دجاج سبرايت (بالإنجليزية: Sebright chicken)‏ هي أحد سلالة الدجاج التي تحمل اسم المطور، السير جون سوندرز سبرايت، التي طورت في القرن ال 19 من خلال برنامج تربية انتقائية مصممة لإنتاج سلالة الزينة. يعتبر دجاج سبرايت الأكثر شعبية من سلالات بانتام. وبالرغم من شعبيتها، غالبا ما تكون صعبة التناسل، وبالرغم دراسة بعض خصائصها الوراثية الفريدة علميا.

## طالع

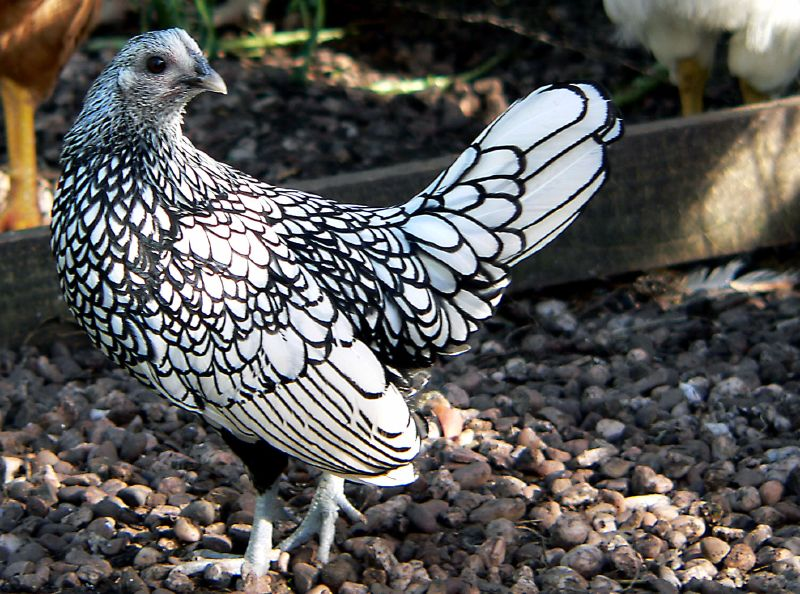
الدجاجة سبرايت الفضية

- دجاج آي إكس وورث